# Johan Larsson (Eishockeyspieler, 1986)
Johan Larsson (* 24. März 1986 in Lindesberg) ist ein ehemaliger schwedischer Eishockeyspieler, der im Verlauf seiner Karriere in unterschiedlichen europäischen Ligen spielte, unter anderem für die Iserlohn Roosters in der Deutschen Eishockey Liga.

## Karriere
Johan Larsson begann mit dem Eishockeyspielen in seiner Heimatstadt Lindesberg beim Lindlövens IF. Später wechselte er in die Nachwuchsabteilung des Bofors IK. In der Saison 2004/05 gab er sein Profidebüt in der zweiten schwedischen Liga Allsvenskan. Bis 2008 spielte Larsson für Bofors IK und absolvierte auch Einsätze in der Division 1 und Division 2. Zur Saison 2008/09 wechselte er zu Diables Rouges de Briançon in die französische Ligue Magnus. Nach einem Jahr kehrte Larsson zum Bofors IK in die Allsvenskan zurück. 2011 unterschrieb er einen Vertrag bei Färjestad BK und spielte erstmals in der Svenska Hockeyligan. Zur Saison 2012/13 wechselte er in die finnische Liiga zu HPK Hämeenlinna. Das nächste Jahr begann er in Schweden bei HV71 und wechselte im Dezember 2013 zu Tappara Tampere nach Finnland. Von 2014 bis 2016 spielte Larsson für SaiPa Lappeenranta in der Liiga.
Im Oktober 2016 unterschrieb er einen Vertrag bei den Iserlohn Roosters aus der Deutschen Eishockey Liga und blieb dort bis 2018. Anschließend kehrte er nach Schweden zurück und wurde vom AIK Stockholm verpflichtet. Zur Saison 2020/21 schloss er sich erneut dem BIK Karlskoga an, wo er seine Karriere drei Jahre später beendete.